# Harold Laski
Harold Joseph Laski (30 de junho de 1893, Manchester, Inglaterra —  24 de março de 1950, Londres), conhecido como Harold Laski, foi um cientista político e importante líder do Partido Trabalhista Britânico.

## Biografia
Nasceu em uma família de judeus liberais de classe média, em Manchester. Casou-se com Frida Kerrey, cristã, em 1911, sem autorização da família.
Graduou-se na Universidade de Oxford e trabalhou para o Daily Herald, em seguida mudou-se para o Canadá, onde atuou na Universidade McGill, entre 1914 e 1916. Ocupou também o cargo de professor na Universidade Harvard, nos EUA, de 1916  a 1920, onde conheceu Oliver Wendell Holmes, Jr., e Louis Brandeis, juízes da Suprema Corte dos Estados Unidos, e Felix Frankfurter, que mais tarde também foi nomeado para a Corte. E realizou palestras pelo país.
Escreveu nesse periodo Authority in the Modern State, 1919, e The Foundations of Sovereignty, and Other Essays, 1921. Atacou um Estado soberano todo-poderoso, argumentando a favor do  pluralismo político, mas em Grammar of Politics, 1925, defendeu a posição oposta, vendo o Estado como "o instrumento fundamental da sociedade".

## Pensamento
Sua orientação política original era democrática, pluralista, a favor da mobilização sindical, e das comunidades locais, mas depois de 1930, ele adotou um linha de conflito e tensão, na defesa de uma revolução proletária, admitindo o uso da violência, na ausência de uma via mais pacífica. Sua nova posição irritou as lideranças trabalhistas que prometiam reformas, transformações democráticas, não violentas. Laski afirmava que o Estado devia inevitavelmente se tornar um Estado da classe operária.
Tornou-se marxista no esforço de entendimento da crise da democracia na Inglaterra, durante a Grande Depressão dos anos 30. Foram suas dúvidas sobre a implementação de reformas pela classe dominante que o fizeram aderir ao marxismo.
Em 1926, ele aceitou um cargo na London School of Economics, onde lecionou ciência política até sua morte, em 1950.
Afirmou que as dificuldades do capitalismo poderiam destruir a democracia, considerava  o socialismo a única alternativa viável para enfrentar a ameaça do fascismo na Alemanha e na Itália (Cfr The State in Theory and Practice, 1935, The Rise of European Liberalism: An Essay in Interpretation,1936, e Parliamentary Government in England: A Commentary, 1938)
Laski realizou palestras em toda a Inglaterra e foi assistente de Clement Attlee, então vice-primeiro ministro de Winston Churchill, 1942-1945,  durante a Segunda Guerra Mundial.
Nas obras  Reflections on the Revolution of Our Time, 1943, e Faith, Reason, and Civilization: An Essay in Historical Analysis 1944, exigiu amplas reformas econômicas no país.

## Atividade política
Laski tornou-se um  ativo agente  na campanha eleitoral do Partido Trabalhista de 1923, após seu retorno à Inglaterra em 1920.
Eleito Presidente do Partido Trabalhista em 1945, ano de uma decisiva vitória eleitoral do Partido, considerou-se 
vingado, após os duros ataques dos conservadores, principalmente os vindos de Winston Churchill 

Foi mentor de Ralph Miliband, na LSE, pai de Ed Miliband, líder da oposição trabalhista ao Governo de David Cameron, suas ideias políticas são muito semelhantes. Laski exerceu influência sobre muitos intelectuais.

Michael Newman, em "Harold Laski: A Political Biography"  de1993, comenta que Laski tentou aplicar uma teoria socialista na prática constitucional, na organização econômica, e na soberania nacional, expressando a necessidade de reformas em cada esfera, porque ele entendia que a estrutura de desigualdade permeava todas as instituições da sociedade

## Obras
- The Problem of Sovereignty, 1917
- Authority in the Modern State, 1919
- Political Thought in England from Locke to Bentham, 1920
- Karl Marx, 1921
- A Grammar of Politics, 1925
- Communism, 1927
- Liberty in the Modern State, 1930
- The Dangers of Obedience, 1930
- Democracy in Crisis,1933
- The State in Theory and Practice,1935
- The Rise of Liberalism, 1936